# كلية أزمير باكيرشاي
جامعة إزمير باكيرشاي هي جامعة حكومية تركية تأسست في منطقة منيمن في إزمير بعد إغلاق جامعة غيديز، التي تم إغلاقها بموجب المرسوم بقانون رقم 667 بعد محاولة الانقلاب في 15 يوليو في تركياوأخذت اسمها من نهر باكيرشاي في إزمير.

## الوحدات الأكاديمية
إن الوحدات الأكاديمية في جامعة إزمير باكيرشاي؛ يتم تجميعها تحت أربعة عناوين: الكلية والمعهد والكلية والمدرسة المهنية.
يوجد إجمالي 11 وحدة أكاديمية مع فترات تعليمية مختلفة تحت هذه العناوين الأربعة المختلفة.

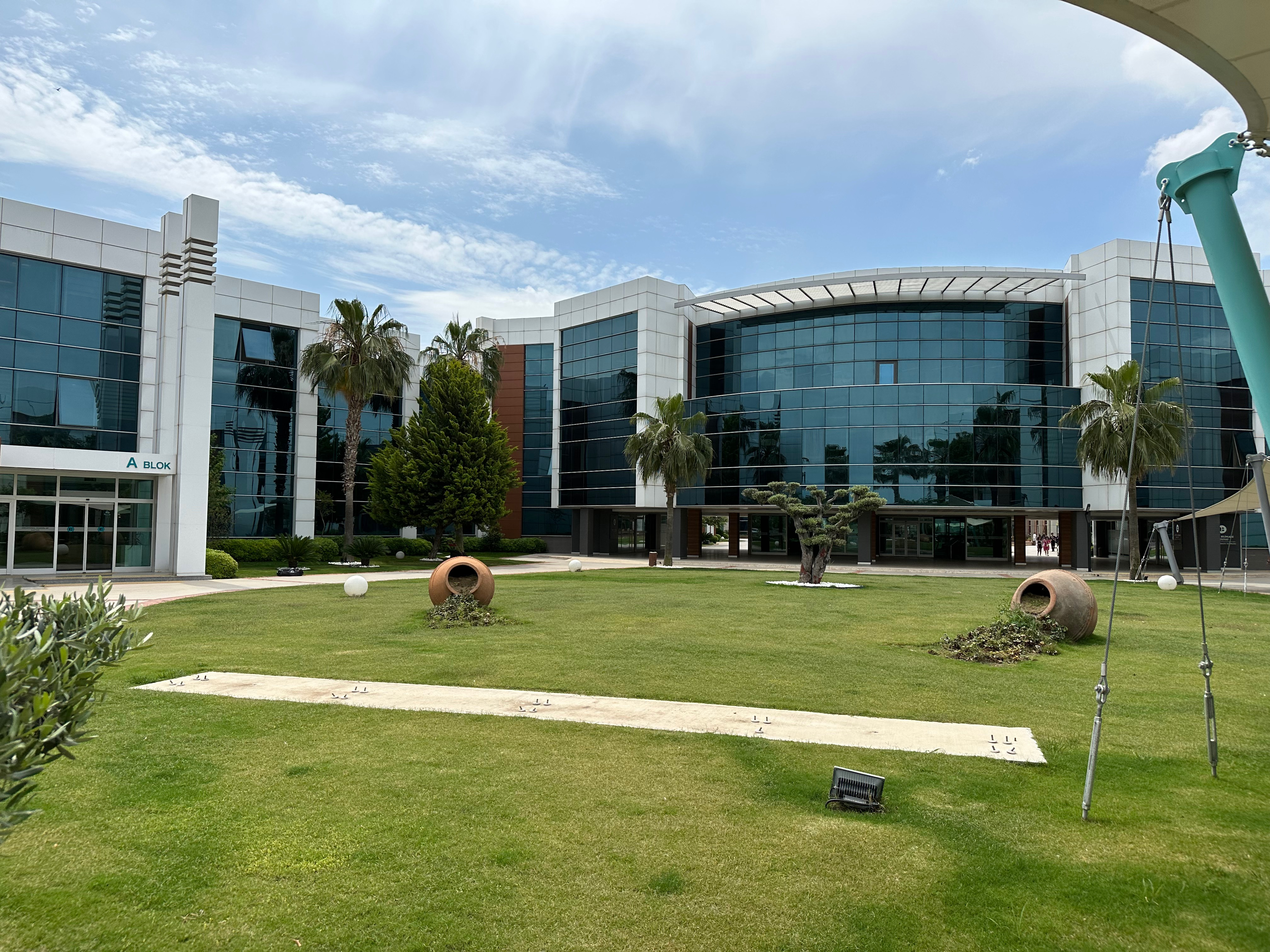
حرم الجامعة في منيمن.

### الأقسام
هناك 6 كليات تابعة لجامعة إزمير باكيرشاي
- كلية الحقوق
- كلية الطب
- كلية العلوم الصحية
  - قسم علاج اللغة والنطق
  - قسم العلاج الطبيعي والتأهيل
  - قسم التمريض
  - قسم السمعيات
  - قسم الإدارة الصحية
- كلية العلوم الإنسانية والاجتماعية
  - قسم الجغرافيا
  - قسم علم النفس
  - قسم علم الاجتماع
  - قسم التاريخ
- كلية الاقتصاد والعلوم الإدارية
  - قسم الاقتصاد
  - قسم ادارة الاعمال
  - قسم نظم المعلومات الإدارية
  - قسم التجارة الدولية وإدارة الأعمال
- كلية الهندسة والعمارة
  - قسم هندسة الحاسوب
  - قسم الهندسة الطبية الحيوية
  - قسم الهندسة الكهربائية والإلكترونية
  - قسم الهندسة الصناعية

### الكليات
توجد كلية واحدة تابعة لجامعة إزمير باكيرشاي. تم تأسيسها للتحضير لبرامج الجامعة الجامعية التي تعتمد اللغة الإنجليزية المتوسطة.
- مدرسة اللغات الأجنبية

### مدرسة مهنية
هناك 3 مدارس مهنية تابعة لجامعة إزمير باكيرشاي.
- المدرسة المهنية للعدالة
- مدرسة منيمن المهنية
- مدرسة كينيك المهنية

## مراكز التطبيقات والأبحاث
- مركز تطبيقات وأبحاث تصميم التقنيات الطبية الحيوية
- مركز تطبيقات وأبحاث تعليم اللغة
- مركز تطبيقات وأبحاث العلاج الطبيعي والتأهيل
- مركز الجودة والاعتماد للتطبيقات والأبحاث
- مركز التوظيف والموهبة والأبحاث
- مركز أبحاث وتطبيقات الحياة الصحية الشخصية
- مركز أبحاث وتطبيقات علم الأعصاب والأبحاث المعرفية
- دراسات الذكاء الاصطناعي في مركز التطبيقات والأبحاث الصحية
- مركز البحوث والتطبيقات الاستراتيجية الإقليمية
- مركز تطبيقات وأبحاث التعليم المستمر
- مركز تطبيقات وأبحاث التعليم عن بعد
- تحليلات البيانات وتطبيقات نمذجة البيانات المكانية ومركز الأبحاث